# Hyles hippophaes
Hyles hippophaes is een vlinder uit de familie van de pijlstaarten (Sphingidae). De wetenschappelijke naam van de soort werd in 1789 gepubliceerd door Eugen Johann Christoph Esper.